# Ядрена научно-експериментална база
Ядрена научно-експериментална база е лаборатория на Института по ядрени изследвания и ядрена енергетика на Българската академия на науките. Тя включва единствения в България изследователски ядрен реактор, разположен в югоизточната част на София.

## Съветски изследователски ядрен реактор ИРТ-2000
Първоначалният изследователски реактор на Ядрената научно-експериментална база в София е от съветския модел ИРТ-2000. Строителството му започва през 1956 година, а пускът му е през 1961 г., когато в 20:15 ч на 18 септември е осъществена първата верижна ядрена реакция в България. Първоначално топлинната мощност на реактора е 500 kW, но пет години по-късно достига до 2000 kW.
ИРТ-2000 е спрян временно на 13 юли 1989 г. по предписание на КИАЕМЦ (Комитет за използване на атомната енергия за мирни цели) от съображения за сигурност след инцидент в Чернобил. След спирането на реактора отработеното гориво се съхранява на територията на института на бул. „Цариградско шосе“ – VII километър в София. Отстраняването на 70-те касети с отработено гориво е залегнало в договора за реконструкция и рестартиране на реактора за изследователски цели.
Извозването на горивото се извършва на два етапа. Първият етап е осъществен в края на декември 2003 г. Транспортира се 16,9 kg обогатен уран с 36% концентрация на U235(уран-235), което се равнява на 28 горивни елемента за реактор ИРТ-2000. Горивото е транспортирано с камион до летище Горна Оряховица, откъдето руски товарен самолет Ан-12 го доставя до Научноизследователския институт за атомни реактори (НИИАР) в Димитровград, Уляновска област, Русия. Операцията по транспортирането е подготвена от 35 руски, американски и български специалисти, докато разходите от $ 440 000 са покрити от американската страна.
Вторият етап се осъществява в началото на юли 2008 г. Транспортира се 6,3 kg обогатен уран U235(уран-235). Горивото е извозено с камион до пристанище на река Дунав, откъдето шлеп го транспортира до украинското пристанище Измаил. Оттам чрез специален влак е доставено до ПО Маяк в Челябинск, Русия.

## ИРТ-200
През юли 2001 г. е приета програма за реконструиране на съоръжението, като топлинната му мощност се намали на 200 kW. Ще се използва нискообогатено ядрено гориво, под 20% по уран-235, което е в съответствие със съвременните норми за сигурност. Предвижда се изграждането на нови експериментални канали за бързи и топлинни неутрони. Проектиран е също електронен канал за неутронна терапия на раково болни (BNCT). Модернизацията се очаква да приключи до края на 2004 г. Проектът се е подготвял от „Енергопроект“, но последвалата приватизацията на консултантското дружество наложила повтарянето на процедурата по техническата разработка на реконструкцията. Стойността на проекта е $6 млн.